# Robert Ader
Robert Ader (20 de febrero de 1932 - 20 de diciembre de 2011) fue un psicólogo y profesor estadounidense. Creó, junto con Nicholas Cohen, la Psiconeuroinmunología, un campo de estudio interdisciplinar que explora las interacciones entre los procesos psicológicos humanos y el sistema inmunitario. Nació en Nueva York. Ader fue un profesor emérito en la Universidad de Rochester Medical Center. Por sus trabajos en psiconeuroinmunología fue honrado con MD (=Medicine Doctor) o doctorado honoris causa en medicina.
Los primeros trabajos de Ader se remontan a 1957, cuando publica su primer trabajo científico acerca de los factores ambientales y sus efectos en la salud. Esto demuestra que sus trabajos pioneros en psiconeuroinmunología datan de algunos años antes de los de Solomon, también pionero an psiconeuroinmunología. Sin embargo, a diferencia de Solomon, Ader continuó con sus trabajos y logró hacer sus famosos descubrimientos.
Ader murió en Highlands en Pittsford, Nueva York, el 20 de diciembre de 2011, a los 79 años.

## Publicaciones
- 1980: Psychosomatic and Psychoimmunologic Research
- 1981: Animal Models in the Study of Brain, Behavior and Bodily Disease
- 1991: Conditioning of the Immune System
- 1995: Psychoneuroimmunology: Interactions between the Nervous System and the Immune System
- 2001: Psychoneuroimmunology